# Comisión Nacional del Sida de Chile
La Comisión Nacional del Sida de Chile (Conasida) es un organismo técnico del Estado de Chile, dependiente de la Rectoría y Regulación Sanitaria del Ministerio de Salud.
Esta institución pública es responsable de la elaboración, coordinación y evaluación global del Programa para la Prevención y Control de sida en Chile. Se constituyó el 9 de mayo de 1990. También es importante destacar que la expresidenta de Chile, Michelle Bachelet, trabajó en este servicio público, en su carácter de epidemióloga.
La comisión estableció lazos durante los años 1990 con el Centro Lambda Chile, lo cual generó que a través de la revista Lambda News se entregara información respecto del VIH/SIDA y sus maneras de prevención y abordaje médico.